# Brian Martin
Brian Martin (n. 19 ianuarie 1974, Palo Alto, California, SUA) este un sănier ce a reprezentat Statele Unite ale Americii, medaliat olimpic. A participat la 4 ediții ale Jocurilor Olimpice (1998, 2002, 2006, 2010) în care a câștigat o medalie de argint și o medalie de bronz.